# The Restless Years
The Restless Years – australijska opera mydlana emitowana od 6 grudnia 1977 r. do 1982 r. Doczekała się 857 około 25-minutowych odcinków. Serial opowiadał o losach absolwentów szkoły w Sydney oraz młodych dorosłych.

## Powiązania
Na programie bazuje holenderska opera mydlana Goede tijden, slechte tijden (premiera w 1990 r.), oraz niemiecka Gute Zeiten, schlechte Zeiten (premiera w 1992 r.). Oba seriale są emitowane do dziś.

## Obsada
- June Salter jako panna Elizabeth MacKenzie (814 odcinków)[1]
- Malcolm Thompson jako dr Bruce Russell (801)
- Kim Lewis jako Julie Scott (687)
- Benita Collings jako Clare Moran (677)
- Nick Hedstrom jako Peter Beckett (156)
- Jon Blake jako Alan Archer (143)
- Julieanne Newbould jako Alison Clark (140)
- Graham Thorburn jako Barry King (139)
- Zoe Bertram jako Olivia Baxter Russell (122)
- John Hamblin jako A.R. Jordan (116)
- Victoria Nicholls jako Raelene Geddes (112)
- Joy Chambers jako Rita Merrick (101)
- David Argue jako Sammy Martin (101)
- Jill Forster jako Heather Russell (99)
- Peggy Thompson jako Carol Archer (76)
- Noel Trevarthen jako Jeff Archer (74)
- Tina Grenville jako Louise Archer (72)
- Stanley Walsh jako Clive Archer (72)
- Michael Smith jako Shane Archer (72)
- Sue Smithers jako Penny Russell #1 (71)
- Christopher Bell jako David Harker (65)
- Deborah Coulls jako Penny Russell #2 (64)
- Rodney Bell jako Damian O'Reilly (64)
- Tom Burlinson jako Mickey Pratt (56)
- Richard Gilbert jako Mervyn Baggott (50)
- Sharon Higgins jako Nancy James (49)
- Diane Craig jako Gail Lawrence (43)
- Alyson Best jako Alexandra Lindsay (43)